# Liste du patrimoine culturel immatériel de l'humanité au Japon
Cet article recense les pratiques inscrites au patrimoine culturel immatériel au Japon.

## Statistiques
Le Japon ratifie la convention pour la sauvegarde du patrimoine culturel immatériel le 15 juin 2004. La première pratique protégée est inscrite en 2008.
En 2024, le Japon compte 25 éléments inscrits au patrimoine culturel immatériel, tous sur la liste représentative.

## Listes

### Liste représentative
Les éléments suivants sont inscrits sur la liste représentative du patrimoine culturel immatériel de l'humanité :
| Élément | Type | Subdivision                       | Année | Lien  | Notes                                                                 | Illus. |
| --- | --- | --------------------------------- | ----- | ----- | --------------------------------------------------------------------- | ------ |
| Le théâtre Kabuki | arts du spectacle                                                                                              |                                   | 2008  | 00163 |                                                                       |        |
| Le théâtre de marionnettes Ningyo Johruri Bunraku                                                                                                  | arts du spectacle                                                                                              |                                   | 2008  | 00064 |                                                                       |        |
| Le théâtre Nôgaku | arts du spectacle                                                                                              |                                   | 2008  | 00012 |                                                                       |        |
| La danse traditionnelle Ainu | arts du spectacle                                                                                              | Hokkaidō                          | 2009  | 00278 |                                                                       |        |
| Le Daimokutate | arts du spectacle pratiques sociales, rituels et événements festifs                                            | Nara                              | 2009  | 00276 |                                                                       |        |
| Le Dainichido Bugaku | arts du spectacle                                                                                              | Tōhoku                            | 2009  | 00275 |                                                                       |        |
| L'Akiu no Taue Odori | arts du spectacle pratiques sociales, rituels et événements festifs                                            | Akiu                              | 2009  | 00273 |                                                                       |        |
| Le Kagura d'Hayachine | pratiques sociales, rituels et événements festifs                                                              | Hanamaki                          | 2009  | 00272 |                                                                       |        |
| L'Oku-noto no Aenokoto | traditions et expressions orales pratiques sociales, rituels et événements festifs                             | Péninsule de Noto                 | 2009  | 00271 |                                                                       |        |
| L'Ojiya-chijimi, Echigo-jofu : techniques de fabrication du tissu de ramie dans la région d'Uonuma, de la préfecture de Niigata                    | savoir-faire liés à l’artisanat traditionnel                                                                   | Uonuma                            | 2009  | 00266 |                                                                       |        |
| Le Gagaku | arts du spectacle                                                                                              |                                   | 2009  | 00265 |                                                                       |        |
| Le Chakkirako | arts du spectacle                                                                                              | Miura                             | 2009  | 00274 |                                                                       |        |
| Le Yuki-tsumugi, technique de production de soierie                                                                                                | savoir-faire liés à l’artisanat traditionnel                                                                   | Ibaraki                           | 2010  | 00406 |                                                                       |        |
| Le Kumiodori, théâtre traditionnel musical d'Okinawa                                                                                               | arts du spectacle                                                                                              | Archipel Ryūkyū                   | 2010  | 00405 |                                                                       |        |
| Le Sada Shin Noh, danse sacrée au sanctuaire de Sada, Shimane                                                                                      | arts du spectacle pratiques sociales, rituels et événements festifs                                            | Matsue                            | 2011  | 00412 |                                                                       |        |
| Le Mibu no Hana Taue, rituel du repiquage du riz à Mibu, Hiroshima                                                                                 | pratiques sociales, rituels et événements festifs                                                              | Mibu                              | 2011  | 00411 |                                                                       |        |
| Le Nachi no Dengaku, art religieux du spectacle pratiqué lors de la « fête du feu de Nachi »                                                       | arts du spectacle pratiques sociales, rituels et événements festifs                                            | Nachikatsuura                     | 2012  | 00413 |                                                                       |        |
| Le washoku, traditions culinaires des Japonais, en particulier pour fêter le Nouvel An                                                             | pratiques sociales, rituels et événements festifs                                                              |                                   | 2013  | 00869 |                                                                       |        |
| Le washi, savoir-faire du papier artisanal traditionnel japonais                                                                                   | savoir-faire liés à l’artisanat traditionnel                                                                   |                                   | 2014  | 01001 |                                                                       |        |
| Yama, Hoko, Yatai, festivals de chars au Japon | pratiques sociales, rituels et événements festifs                                                              |                                   | 2016  | 01059 | 33 exemples au Japon                                                  |        |
| Les Raiho-shin, visites rituelles de divinités masquées et costumées                                                                               | pratiques sociales, rituels et événements festifs                                                              | Hokuriku, Kyūshū, Okinawa, Tōhoku | 2018  | 01271 | Cette inscription a remplacé celle du Koshikijima no Toshidon (2009). |        |
| Les savoir-faire, les techniques et les connaissances traditionnels liés à la conservation et à la transmission de l'architecture en bois au Japon | savoir-faire liés à l’artisanat traditionnel                                                                   |                                   | 2020  | 01618 |                                                                       |        |
| Les Furyu-odori (ja), danses rituelles imprégnées des espoirs et prières de la population                                                          | arts du spectacle pratiques sociales, rituels et événements festifs                                            |                                   | 2022  | 01701 |                                                                       |        |
| Les connaissances et savoir-faire traditionnels relatifs à la fabrication de saké à base de koji au Japon                                          | pratiques sociales, rituels et événements festifs connaissances et pratiques concernant la nature et l'univers |                                   | 2024  | 01977 |                                                                       |        |

### Patrimoine immatériel nécessitant une sauvegarde urgente
Le Japon ne compte aucun élément listé sur la liste du patrimoine immatériel nécessitant une sauvegarde urgente.

### Registre des meilleures pratiques de sauvegarde
Le Japon ne compte aucune pratique listée au registre des meilleures pratiques de sauvegarde.

### Ancien élément inscrit
En décembre 2018, l'UNESCO remplace « le Koshikijima no Toshidon » par « les Raiho-shin, visites rituelles de divinités masquées et costumées » sur la liste représentative du patrimoine culturel immatériel de l'humanité.
| Élément                                                                                      | Type                                              | Subdivision   | Année d'inscription | Année de remplacement | Identifiant UNESCO | Notes | Illus. |
| -------------------------------------------------------------------------------------------- | ------------------------------------------------- | ------------- | ------------------- | --------------------- | ------------------ | --- | ------ |
| Le Koshikijima no Toshidon                                                                   | pratiques sociales, rituels et événements festifs | Shimo-Koshiki | 2009                | 2018                  | 00270              | Cette inscription a été remplacée en 2018 par celle des Les Raiho-shin, visites rituelles de divinités masquées et costumées (N°01271). |        |
| Le Sekishu-Banshi : fabrication de papier dans la région d’Iwami de la préfecture de Shimane |                                                   |               | 2009                | 2014                  | 00267              | Cette inscription a été remplacée en 2014 par Le washi, savoir-faire du papier artisanal traditionnel japonais (N°01001)                |        |
| Le Hitachi Furyumono                                                                         |                                                   |               | 2009                | 2016                  | 00268              | Cette inscription a été remplacée en 2016 par Yama, Hoko, Yatai, festivals de chars au Japon (en) (N°01059).                            |        |
| Le Yamahoko, la cérémonie des chars du festival de Gion à Kyoto                              |                                                   |               | 2009                | 2016                  | 00269              | Cette inscription a été remplacée en 2016 par Yama, Hoko, Yatai, festivals de chars au Japon (en) (N°01059).                            |        |